# Doking
Doking, ou Jokin, est la tribu la plus au Nord de l'île de Lifou. Célèbre dans la région pour ses falaises (les falaises de Jokin) et son équipe de volley (Isamus), elle est située dans les îles Loyauté sur l'île de Lifou, la plus importante île de la province des îles Loyauté, l'une des trois provinces de la Nouvelle-Calédonie.